# HD172012
HD172012 — хімічно пекулярна зоря спектрального класу B9 й має видиму зоряну величину в смузі V приблизно  9,2.

## Пекулярний хімічний склад
Зоряна атмосфера HD172012 має підвищений вміст Hg.